# Spinoleberis
Spinoleberis is een geslacht van uitgestorven kreeftachtigen uit de klasse van de Ostracoda (mosselkreeftjes).

## Soorten
- Spinoleberis bicornis (Israelsky, 1929) Ross, 1982 †
- Spinoleberis bispinifera (Veen, 1936) Deroo, 1966 †
- Spinoleberis condemiensis (Breman, 1976) Reyment, 1982 †
- Spinoleberis derooi Damotte, 1971 †
- Spinoleberis eximioides (Veen, 1936) Deroo, 1966 †
- Spinoleberis israeliana Rosenfeld, 1974 †
- Spinoleberis kasserinensis Bismuth & Saint-marc, 1981 †
- Spinoleberis krejcii Pokorny, 1969 †
- Spinoleberis kunradensis Deroo, 1966 †
- Spinoleberis macerrima (Veen, 1936) Deroo, 1966 †
- Spinoleberis megiddoensis Honigstein, 1984 †
- Spinoleberis obvia Al-furaih, 1980 †
- Spinoleberis petrocorica (Damotte, 1971) Damotte, 1975 †
- Spinoleberis pseudoeximia Deroo, 1966 †
- Spinoleberis truncata Margerie, 1968 †
- Spinoleberis tuberosa (Jones & Hinde, 1890) Deroo, 1966 †
- Spinoleberis yotvataensis Rosenfeld, 1974 †